# Bristol 412
Bristol 412 je řada automobilů vyráběná firmou Bristol Cars. Vyráběla se v letech 1975–1993.

## Data

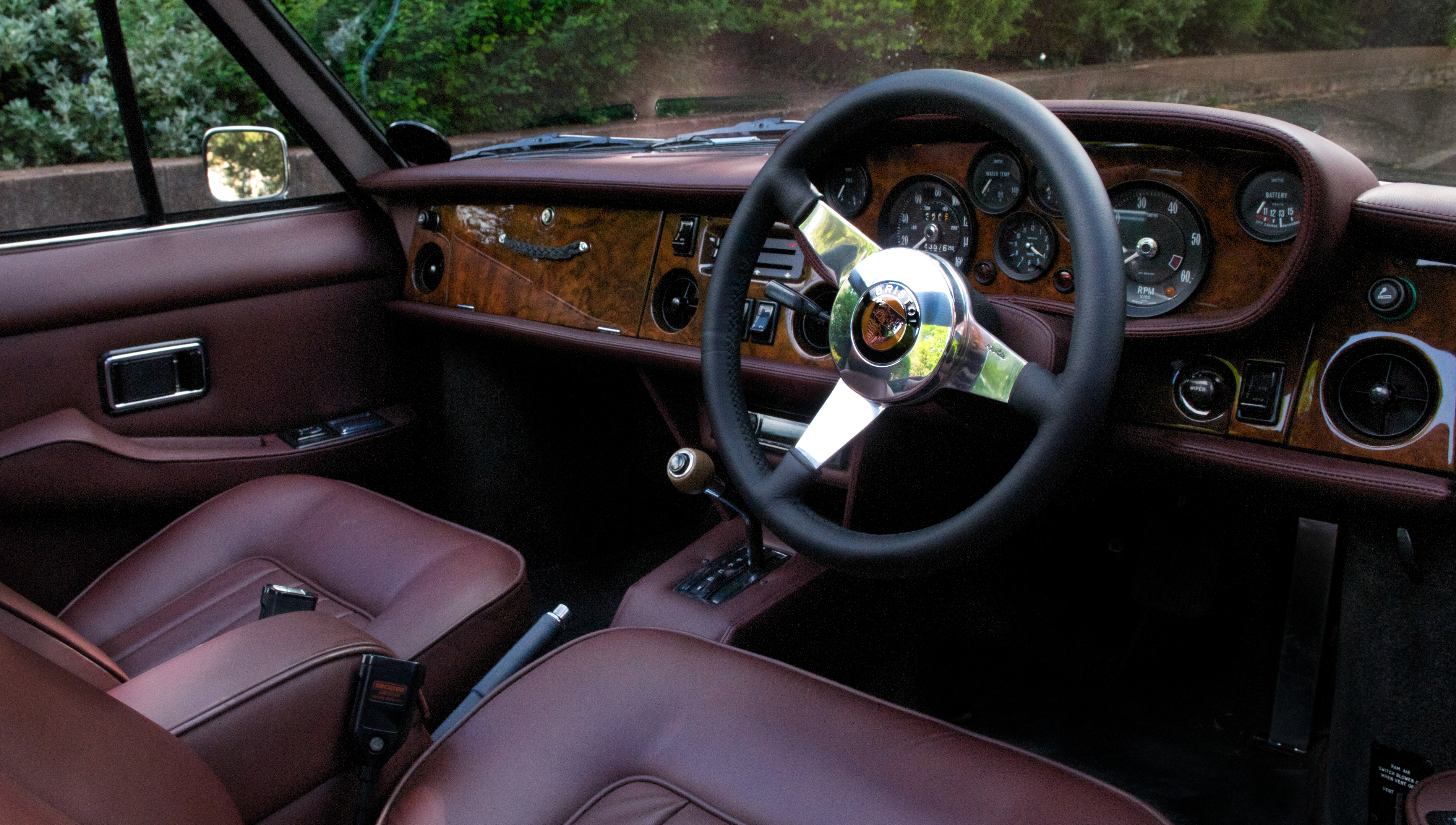
Bristol 412

| Model       | Motor         | Objem    |
| ----------- | ------------- | -------- |
| 412         | 8-cyl V-motor | 5898 cm³ |
| 412         | 8-cyl V-motor | 6555 cm³ |
| Beaufighter | 8-cyl V-motor | 5898 cm³ |